# Токро чубатий
Токро чубатий (Odontophorus guttatus) — вид куроподібних птахів родини токрових (Odontophoridae).

## Поширення
Вид поширений в Центральній Америці. Трапляється від півдня Мексики до західної частини Панами. Природним середовищем існування є гірський тропічний або вологий субтропічний ліс та бамбукові ліси на висотах понад 1000 м над рівнем моря.

## Опис
Птах завдовжки 25 см і вагою 300 г. Він має помаранчевий гребінь, який піднімається, коли птах збуджений. Верхня частина тіла темно-коричнева з чорними плямами. Нижня частина оливково-коричнева з білими цятками. Лоб темно-коричневий, щоки та горло чорні з прожилками білого кольору.